# Святая Либерата
Либерата — святая мученица. День памяти — 11 января.
Согласно одному из преданий, святая Либерата была дочерью Луция Кателия Севера, римского консула из самой западной части Пиренейского полуострова (ныне Галисия) в 122 году. Согласно иным преданиям она родилась в Галлии (современная Франция) в регионе Лот, что между Тулузой и Бордо, и дата её рождения неизвестна, равно как и другие данные, относящиеся к её жизни. Однажды Кальсия, жена консула, родила девять близнецов пока он отсутствовал. Полная скромности, увидев такое большое количество новорождённых, она решила утопить их в море и дала соответствующее задание повитухе. Но та, как христианка, не подчинилась и, наоборот, крестила их именами Женева, Виктория, Евфимия, Германа, Марина, Марциана, Василиса, Китерия и, наконец, Либерата.
Забота и воспитание детей в христианской веры были поручены Силе, которая позже также станет святой. Но после многочисленных перипетий всем было суждено умереть мучениками во время гонений при императоре Адриане.
Вероятно (и это слово неизбежно встречается в житиях всех этих персонажей, столь древних, что относительно них нет письменных документов или археологических свидетельств), святые были замучены в III или IV веках нашей эры.

## Путаница в связи с житием святой Либераты
- В Сент-Ливрад-сюр-Лот[итал.], ошибочно или справедливо утверждают, что этот город является её родным городом, Этот же город считается также местом мученичества святой Либераты, мощи которой находятся именно в Испании [1], [2].
- Вильгефортис (Vilgefortis), почитание которой было более распространен в Северной Европе, особенно во Фландрии согласно преданию претерпела мученическую смерть на кресте. Дочь короля Португалии, она жила в VIII веке. Обращенную в христианство, её отец решил выдать её замуж за языческого принца, хотя она дала обет девственности. Она умоляла Бога придать ей отвратительный вид, чего и была удостоена: у неё отросла густая борода, ужаснувшись, принц отошел, а разгневанный отец предал её распятию.
- Святой Либерата из Павии [3] жила (около 496 года) во времена епископа Епифания (V век). Она, как и святые Специоза и Люминоза (Speciosa e Luminosa), похоронена в соборе Павии[итал.].
- Святая Либерата из Комо[итал.], монахиня (эпоха 580 г. н. э.).

В Венеции во Дворце Дожей находится триптих распятой мученицы работы Иеронима Босха, который относят к святой Либерате. Мнения ученых относительно того, чьё это изображение — святой  Вильгефортис или святой Юлии корсиканской, также распятой, согласно преданию, разделились .